# Bactrocera trifaria
Bactrocera trifaria är en tvåvingeart som först beskrevs av Drew 1971.  Bactrocera trifaria ingår i släktet Bactrocera och familjen borrflugor. Inga underarter finns listade.